# Rikačevo
Rikačevo (en serbe cyrillique : Рикачево) est un village de Serbie situé dans la municipalité de Bosilegrad, district de Pčinja. Au recensement de 2011, il comptait 90 habitants.

## Démographie

### Évolution historique de la population
| 1948 | 1953 | 1961 | 1971 | 1981 | 1991 | 2002 | 2011 |
| ---- | ---- | ---- | ---- | ---- | ---- | ---- | ---- |
| 332  | 349  | 300  | 259  | 187  | 144  | 109  | 90   |

|  |